# Empecta scutata
Empecta scutata är en skalbaggsart som beskrevs av Leon Fairmaire 1901. Empecta scutata ingår i släktet Empecta och familjen Melolonthidae. Inga underarter finns listade i Catalogue of Life.